# Jo Ah-ram
Jo Ah-ram (en hangul, 조아람; nombre de nacimiento: Jo Hye-yeon; Ansan, 5 de agosto de 2000) es una actriz y cantante surcoreana.

## Carrera
Jo Ah-ran se graduó en secundaria en la Escuela de Artes Escénicas de Seúl, en el departamento de música práctica, y en enseñanza superior se graduó en Actuación en el Instituto de las Artes de Seúl.
Inició su carrera en 2016 como cantante y bailarina, con el grupo femenino de K-pop Gugudan, dentro del cual al año siguiente formó con su compañera Mina una subunidad llamada Gugudan Oguogu. Sin embargo, según comunicó su agencia, abandonó el grupo temporalmente en mayo de 2018 para descansar y por problemas de salud. El 25 de octubre sucesivo la salida del grupo fue ya definitiva, motivada otra vez por razones de salud y para concentrarse en los estudios. Hyeyeon se despidió publicando una carta manuscrita.
Después de una pausa de algunos años en los que terminó sus estudios universitarios, adoptó el nombre de Jo Ah-ram y pasó de la música a la actuación, mundo en el que según ella misma su modelo es Kim Tae-ri. En todo caso, en una entrevista de 2022 no descartaba, si tenía la oportunidad, volver a la música. El 4 de marzo de 2022 la agencia Beyond J anunció que había firmado un contrato de representación exclusivo con la actriz.
En 2022 debutó como actriz de televisión con un pequeño papel, el de Al-ba, una empleada a tiempo parcial del supermercado MS Mart, en la serie The Killer's Shopping List. De mucha mayor entidad, por el tiempo en pantalla, la importancia del personaje y el éxito y popularidad de la serie, fue su participación en Doctora Cha (2023) como So-ra: la perfeccionista médica residente de tercer año que, siendo mucho más joven, está jerárquicamente por encima de la protagonista, Cha Jung-sook (Uhm Jung-hwa), la cual además es la madre de su novio.
En marzo de 2023 se anunció también el que constituiría su debut en la pantalla grande, un papel en el largometraje Victory, dirigido por Park Beom-soo. En ella es Se-hyeon, una joven que trabajó como animadora en Seúl y que al mudarse a Geoje entra también en un club de animadoras. Allí se enfrenta en una guerra de nervios con el personaje interpretado por Lee Hye-ri, una animadora local. La película terminó de rodarse en junio de 2023.
Su primer papel protagonista llegó en 2024 con la serie de tvN The Auditors'. Su personaje es el de una joven empleada del equipo de auditoría de una constructora, Seo-jin. A mediados de agosto de ese año, apenas concluida la emisión de la serie, se estrenó la película Victory, un drama musical de tema deportivo que es el debut en cine de la actriz. Tiene además un papel protagonista, el de Kim Se-hyeon. La película evoca la historia del primer grupo de animadoras que existió en Corea, y su personaje es el de una joven que llega de Seúl a la escuela donde nace el grupo.

## Discografía
Artículo principal: Gugudan.

## Filmografía

### Cine
| Año  | Título  | Hangul | Personaje    | Notas         | Ref.                 |
| ---- | ------- | ------ | ------------ | ------------- | -------------------- |
| 2024 | Victory | 빅토리 | Kim Se-hyeon | Debut en cine | [ 13 ] [ 17 ] [ 16 ] |

### Series de televisión
| Año  | Título                     | Personaje                        | Canal | Notas        | Ref.          |
| ---- | -------------------------- | -------------------------------- | ----- | ------------ | ------------- |
| 2022 | The Killer's Shopping List | Al-ba, empleada a tiempo parcial | tvN   | 8 episodios  | [ 7 ] [ 9 ]   |
| 2023 | Doctora Cha                | Jeon So-ra                       | jTBC  | 16 episodios | [ 18 ] [ 19 ] |
| 2024 | The Auditors               | Yoon Seo-jin                     | tvN   | 12 episodios | [ 15 ] [ 20 ] |